# Utricularia menziesii
Utricularia menziesii — вид рослин із родини пухирникових (Lentibulariaceae).

## Біоморфологічна характеристика
Трав'яниста наземна багаторічна рослина, 4–8 см заввишки. Часток чашечки 2. Квітки червоні, з червня по вересень. Верхня губа віночка виїмчаста, з двома-трьома частками. Нижня губа віночка розширена і стиснута з перспективи спереду. Піднебіння в середині пелюстки зазвичай жовте чи оранжеве, залежно від місця розташування. Шпора віночка дуже довга, приблизно вдвічі перевищує довжину нижньої губи. Листки цього виду численні.

## Середовище проживання
Цей вид є ендеміком південно-західної Австралії (Західна Австралія).
Цей вид росте в піщаній глині на сезонно вологих болотистих рівнинах, на гранітних оголеннях на вологих мохах і на околицях боліт; на висотах від 0 до 300 метрів.

## Використання
Цей вид культивується невеликою кількістю ентузіастів роду, комерційна торгівля незначна.